# Francine Niyonsaba
Francine Niyonsaba (Nkanda Bweru (Ruyigi), 5 mei 1993) is een Burundees atlete, die zich heeft toegelegd op de 800 m. Ze is tweevoudig wereldindoorkampioene (2016 en 2018) op deze afstand. Zowel bij de Olympische Spelen in 2016 als bij de wereldkampioenschappen in 2017 won ze een zilveren medaille. Daarnaast was Niyonsaba van 2021 tot 2024 wereldrecordhoudster op de 2000 m, bezit zij hierop sindsdien wel nog altijd het Afrikaanse record en is zij nationaal recordhoudster op diverse afstanden vanaf de 800 m tot met de 10.000 m.

## Biografie

### Jeugd
Niyonsaba werd opgevoed door haar alleenstaande moeder, die leefde van de zelfvoorzienende landbouw. Ze kwam met atletiek in aanraking toen ze naar het voortgezet onderwijs ging. In eerste instantie liep ze bij wedstrijden vooral de 200 m en 400 m. Ze begon in 2011 – op aanraden van haar gymdocent – ook de 800 m te lopen en datzelfde jaar werd ze op die afstand tweede bij de Oost-Afrikaanse scholenkampioenschappen in Mbarara (Oeganda).
Niyonsaba werd in haar doen ondersteund door Gabriel Ndoricimpa, een lokaal parlementslid. Hij zorgde onder andere voor vervoer en onderdak als ze naar Bujumbura moest voor wedstrijden. In de lente van 2012 nam Niyonsaba deel aan een drietal toernooien, opgezet door voormalig 800-meterloper Dieudonné Kwizera, om lokale talenten te scouten. Ze won driemaal zowel de 400 m als 800 m. Zodoende werd ze geselecteerd om mee te doen aan een toernooi in Oeganda, waar ze de 800 m op haar naam schreef.

### Carrière

#### 2012
Niyonsaba maakte haar internationale, professionele atletiekdebuut bij de Afrikaanse kampioenschappen in juni 2012 in Porto-Novo. Daar wist ze de titel op 800 m te winnen in een tijd van 1.59,10, voor de Keniaanse Eunice Sum en de Marokkaanse Malika Akkaoui. Ze verbeterde daarmee het nationale record dat ze eerder in de series had gelopen en zorgde bovendien voor de eerste gouden medaille bij de vrouwen voor Burundi op de Afrikaanse kampioenschappen. Eind juli scherpte ze het record aan naar 1.58,68 tijdens de Herculis Meeting in Monaco, onderdeel van de Diamond League-serie, waar ze achter Jelena Kofanova eindigde.
Tijdens de Olympische Spelen in Londen bereikte Niyonsaba de finale door in de halve finale een nationaal record (1.58,67) te lopen; in de finale zelf moest ze na 600 m lossen en eindigde ze als zevende in 1.59,63. In september sloot ze het Diamond League-seizoen af met een overwinning tijdens de Memorial Van Damme in Brussel. Ze verbrak opnieuw haar nationaal record met een tijd van 1.56,59, liep daarmee de snelste tijd van het jaar en eindigde als tweede (10 pt.) in het Diamond League-klassement achter Pamela Jelimo (16 pt.).

#### 2013 tot en met 2015
Niyonsaba boekte in de aanloop naar de WK van 2013 in Moskou overwinningen bij de Golden Grand Prix in Shanghai (2.00,33), de Prefontaine Classic in Eugene (1.56,72) en de Meeting Areva in Saint-Denis (1.57,26). Ze gold daarom als kandidaat voor de wereldtitel. Desalniettemin moest ze als gevolg van een blessure, opgelopen tijdens het trainen, enkele dagen voorafgaand aan het toernooi afzeggen. Begin 2014 vertrok Niyonsaba kortstondig naar de Verenigde Staten om te studeren, waarna ze niet veel later, uit vorm, naar Burundi terugkeerde.
Om weer in vorm te komen voegde Niyonsaba zich in 2015 bij het trainingscentrum op hoogte in Eldoret (Kenia), waar ze onder de hoede van Jimmy Beauttah kwam. In het begin van het jaar liep ze nog ruim boven de twee minuten, maar na deelname aan zowel de Keniaanse als de Oegandese nationale kampioenschappen in juli zette ze aan het eind van het seizoen twee tijden onder de twee minuten neer. In Padua en bij de Rieti Meeting in Rieti liep Niyonsaba in respectievelijk 1.59,62 en 1.57,62 naar de winst toe, waarvan de laatste haar de vierde seizoenstijd opleverde.

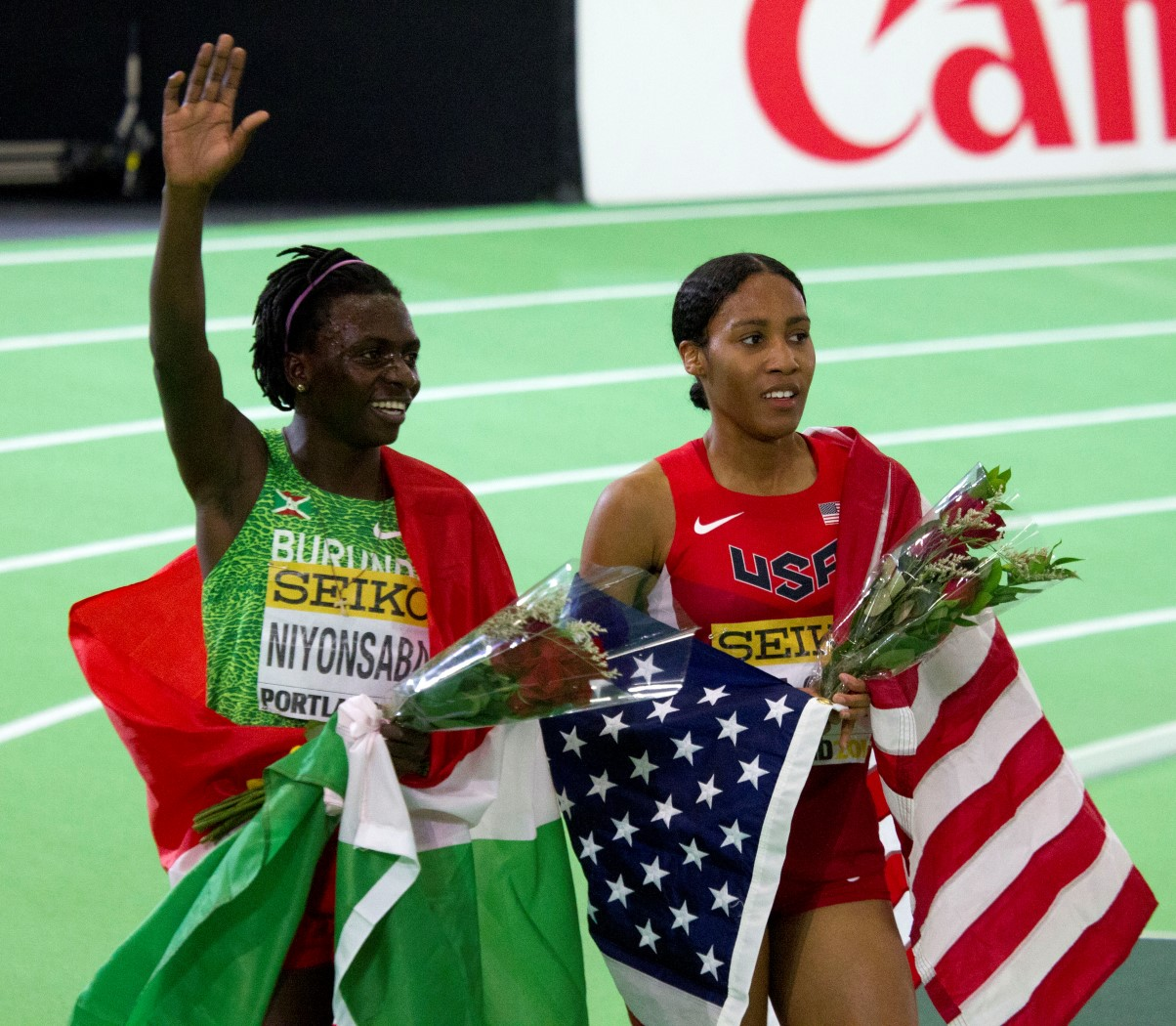
Niyonsaba (links) met Wilson na het winnen van de 800 m in Portland (2016)

#### 2016
In januari 2016 vertrok Niyonsaba voor een tweede maal naar de Verenigde Staten, om in Eugene bij de Oregon Track Club, gecoacht door Mark Rowland, te gaan trainen voor de Olympische Spelen van dat jaar. Ze deed in maart mee aan de wereldindoorkampioenschappen in Portland, waar ze met een nationaal record van 2.00,01 vóór de Amerikaanse Ajeé Wilson en de Keniaanse Margaret Wambui naar de wereldtitel liep. Vervolgens behaalde ze in de Diamond League podiumplaatsen bij de Meeting International Mohammed VI in Rabat (1.57,74), het Golden Gala in Rome (1.58,20), de Birmingham Diamond League in Birmingham (1.56,92) en bij de Herculis (1.56,24), eveneens een nationaal record.
Tijdens de Olympische Spelen in Rio de Janeiro bereikte Niyonsaba wederom de finale, waarin ze met 1.56,49 achter de Zuid-Afrikaanse Caster Semenya, maar voor Wambui naar het zilver liep. Ze werd hiermee de eerste vrouw en tweede deelnemer ooit die namens Burundi een olympische medaille wist te winnen. Niyonsaba sloot het seizoen af met podiumplaatsen bij de Athletissima in Lausanne (1.57,71) en de Weltklasse in Zürich (1.56,76), alsook de tweede plaats (50 pt.) in het Diamond League-klassement achter Semenya (60 pt.).

#### 2017 en 2018
Niyonsaba nam in het voorseizoen van 2017 deel aan vijf Diamond League-wedstrijden. Bij alle wedstrijden eindigde ze op het podium; ze greep brons bij de Prefontaine Classics (1.59,10), zilver bij de Bislett Games in Oslo (1.58,18) en de Herculis (1.55,47) en goud bij het Bauhaus Galan in Stockholm (1.59,11) en de Athlettisima (1.56,82). Haar tijd van 1.55,47 in Monaco betekende een nationaal record en was voorafgaand aan de WK in Londen de snelste seizoenstijd. In de finale van dit toernooi moest ze met 1.55,92 wederom genoegen nemen met het zilver achter Semenya. Na de WK liep Niyonsaba tijdens de Weltklasse (1.56,71) opnieuw naar de tweede plaats achter Semenya, maar wist ze wel het eindklassement van de Diamond League (36 pt.) te winnen.
In maart 2018 deed Niyonsaba mee aan de WK indoor in Birmingham, waar ze in een nationaal record van 1.58,31 haar titel met succes verdedigde en Wilson en de Britse Shelayna Oskan-Clarke voor bleef.

## Titels
- Wereldindoorkampioene 800 m - 2016, 2018
- Afrikaans kampioene 800 m - 2012

## Persoonlijke records
Outdoor
| Onderdeel   | Prestatie           | Datum             | Plaats  |
| ----------- | ------------------- | ----------------- | ------- |
| 400 m       | 53,48 s             | 4 mei 2018        | Eugene  |
| 600 m       | 1.23,18             | 27 augustus 2017  | Berlijn |
| 800 m       | 1.55,47 (NR)        | 21 juli 2017      | Monaco  |
| 2000 m      | 5.21,56 (ex-WR; AR) | 14 september 2021 | Zagreb  |
| 3000 m      | 8.19,08 (NR)        | 28 augustus 2021  | Parijs  |
| 2 Eng. mijl | 8.59,08 (NR)        | 3 september 2021  | Eugene  |
| 5000 m      | 14.25,34 (NR)       | 27 mei 2022       | Brussel |
| 10.000 m    | 30.41,93 (NR)       | 7 augustus 2021   | Tokio   |

Weg
| Onderdeel | Prestatie | Datum             | Plaats   |
| --------- | --------- | ----------------- | -------- |
| 5 km      | 14.29     | 8 september 2021  | Zürich   |
| 15 km     | 50.37     | 18 september 2021 | Valencia |

Indoor
| Onderdeel | Prestatie    | Datum        | Plaats     |
| --------- | ------------ | ------------ | ---------- |
| 800 m     | 1.58,31 (NR) | 4 maart 2018 | Birmingham |

## Palmares

### 800 m
Kampioenschappen
- 2012:  AK - 1.59,11
- 2012: 5e OS - 1.59,63 (in ½ fin. 1.58,67 = NR)
- 2016:  WK indoor - 2.00,01
- 2016:  OS - 1.56,49
- 2017:  WK - 1.55,92
- 2018:  WK indoor - 1.58,31

Diamond League-podiumplekken
- 2012:  Herculis - 1.58,68
- 2012:  Memorial Van Damme - 1.56,59
- 2012:  Diamond League - 10 pt.
- 2013:  Shanghai Golden Grand Prix - 2.00,33
- 2013:  Prefontaine Classic - 1.56,72
- 2013:  Meeting Areva - 1.57,26
- 2016:  Meeting International Mohammed VI d'Athlétisme de Rabat - 1.57,74
- 2016:  Golden Gala - 1.58,20
- 2016:  Birmingham Diamond League - 1.56,92
- 2016:  Herculis - 1.56,24
- 2016:  Athletissima - 1.57,71
- 2016:  Weltklasse Zürich - 1.56,76
- 2016:  Diamond League - 50 pt.
- 2017:  Prefontaine Classic - 1.59,10
- 2017:  Bislett Games - 1.58,18
- 2017:  DN Galan - 1.59,11
- 2017:  Athletissima - 1.56,82
- 2017:  Herculis - 1.55,47
- 2017:  Weltklasse Zürich - 1.56,71
- 2017:  Diamond League - 36 pt.
- 2018:  Prefontaine Classic - 1.56,88
- 2018:  Bislett Games - 1.58,57
- 2018:  Meeting de Paris - 1.55,86
- 2018:  Athletissima - 1.57,80
- 2018:  Meeting International Mohammed VI d'Athlétisme de Rabat - 1.57,90
- 2018:  Herculis - 1.55,96

### 3000 m
Diamond League-podiumplekken
- 2021:  Meeting de Paris - 8.19,08
- 2022:  Doha Diamond League - 8.37,70

### 2 Eng. mijl
Diamond League-podiumplekken
- 2021:  Prefontaine Classic - 9.00,75
- 2022:  Prefontaine Classic - 8.59,08

### 5000 m
Diamond League-podiumplekken
- 2021:  Memorial Van Damme - 14.25,34

### 10.000 m
- 2021: 5e OS - 30.41,93

### 5 km
Diamond League-podiumplekken
- 2021:  Welklasse Zürich - 14.29